# Estuaire
Estuaire je jedna od devet provincija u Gabonu. Pokriva 20.740 km². Središte provincije je u gradu Librevilleu koji je ujedno i glavni grad Gabona. Provincija je nazvana po estuariju rijeke Gabon. Graniči sa sljedećim provincijama:
- Woleu-Ntem, Gabon - na istoku
- Moyen-Ogooué, Gabon - na jugu
- Ogooué-Maritime, Gabon - na jugozapadu
- Središnji jug, pokrajina Ekv. Gvineje, na sjeveroistoku
- Primorje, pokrajina Ekv. Gvineje, na sjeverozapadu

## Departmani
Estuaire je podijeljen na 6 departmana:
- Komo (Kango)
- Komo-Mondah (Ntoum)
- Noya (Cocobeach)
- Cap-Estérias (Cap Estérias)
- Komo-Océan (Ndzomoe)
- Libreville (departman i glavni grad)

## Vanjske poveznice
- Statoids, Departmani Gabona